# UEFA Nations League 2024/25 Divisie B
De UEFA Nations League 2024/25 Divisie B is de tweede divisie van UEFA Nations League. Het toernooi, dat de vriendschappelijke duels vervangt, begint in september 2024 en eindigt in maart 2025 met de play-offs om promotie en degradatie. De winnaars van de vier groepen promoveren naar divisie A, terwijl de nummers laatst van de vier groepen degraderen naar divisie C. Aan dit toernooi doen de 16 landen mee die op basis van de eindstand van het seizoen 2022/23 zijn ingedeeld. Armenië, Roemenië en Zweden degradeerden in het vorige seizoen naar divisie C, terwijl Rusland tijdens het toernooi geschorst werd. Deze vier landen werden vervangen door Georgië, Griekenland, Kazachstan en Turkije.

## Beslissingscriteria
Als twee of meer landen in de groep gelijk eindigden, met evenveel punten, dan gelden de volgende criteria om te bepalen welk land boven de ander eindigt:
1. Hoogste aantal punten verkregen bij de onderlinge wedstrijden tussen de teams;
2. Doelsaldo verkregen bij de onderlinge wedstrijden tussen de gelijk eindigende teams (als er meer dan twee teams gelijk staan);
3. Hoogste aantal gescoorde doelpunten verkregen bij de onderlinge wedstrijden tussen de teams (als er meer dan twee teams gelijk staan);
4. Hoogste aantal gescoorde uitdoelpunten verkregen bij de onderlinge wedstrijden tussen de teams
5. Als er na criteria 1 tot en met 4 nog steeds landen gelijk staan dan gelden de volgende criteria:
6. Doelsaldo in alle groepswedstrijden;
7. Aantal doelpunten gescoord in alle groepswedstrijden;
8. Aantal uitdoelpunten gescoord in alle groepswedstrijden;
9. Aantal overwinningen in alle groepswedstrijden;
10. Aantal uitoverwinningen in alle groepswedstrijden;
11. Fair-Playklassement van het toernooi (1 punt voor een enkele gele kaart, 3 punten voor een rode kaart ten gevolge van 2 gele kaarten, 3 punten voor een directe rode kaart, 4 punten voor een gele kaart gevolgd door een directe rode kaart);
12. Positie op de UEFA-coëfficiëntenranglijst;

## Deelnemende landen
De loting vond op 8 februari 2024 om 18.00 (UTC+1) plaats in Parijs, Frankrijk.
| Land       | Pos |
| ---------- | --- |
| Oostenrijk | 17  |
| Tsjechië   | 18  |
| Engeland   | 19  |
| Wales      | 20  |

| Land      | Pos |
| --------- | --- |
| Finland   | 21  |
| Oekraïne  | 22  |
| IJsland   | 23  |
| Noorwegen | 24  |

| Land       | Pos |
| ---------- | --- |
| Slovenië   | 25  |
| Ierland    | 26  |
| Albanië    | 27  |
| Montenegro | 28  |

| Land        | Pos |
| ----------- | --- |
| Georgië     | 29  |
| Griekenland | 30  |
| Turkije     | 31  |
| Kazachstan  | 32  |

| Legenda |                                       |
|         | Gepromoveerd naar een hogere divisie. |
|         | Gedegradeerd naar een lagere divisie. |

## Groepen en wedstrijden

### Groep 1
| Pos | Team         | Wed | W | G | V | Ptn | DV | DT | +/− | Promotie, kwalificatie of degradatie   |  |       |       |       |       |
| --- | ------------ | --- | - | - | - | --- | -- | -- | --- | -------------------------------------- |  | ----- | ----- | ----- | ----- |
| 1   | Tsjechië (P) | 6   | 3 | 2 | 1 | 11  | 9  | 8  | +1  | Promotie naar divisie A                |  |       | 3 – 2 | 2 – 1 | 2 – 0 |
| 2   | Oekraïne     | 6   | 2 | 2 | 2 | 8   | 8  | 8  | 0   | Kwalificatie voor promotie play-offs   |  | 1 – 1 |       | 1 – 0 | 1 – 2 |
| 3   | Georgië (O)  | 6   | 2 | 1 | 3 | 7   | 7  | 6  | +1  | Kwalificatie voor degradatie play-offs |  | 4 – 1 | 1 – 1 |       | 0 – 1 |
| 4   | Albanië (R)  | 6   | 2 | 1 | 3 | 7   | 4  | 6  | −2  | Degradatie naar divisie C              |  | 0 – 0 | 1 – 2 | 0 – 1 |       |

1. 1 2  Gelijke stand op onderling resultaat. Gerangschikt op totaal doelsaldo: Georgië +1, Albanië –2.

Wedstrijden
|                                                   |                                                                             |         |             |                                                                                             |
| 7 september 2024 «onderlinge duels» 20.00 (UTC+4) | Georgië                                                                     | 4 – 1   | Tsjechië    | Stadion: Micheil Meschistadion, Tbilisi Toeschouwers: 20.401 Scheidsrechter: Orel Grinfeeld |
| 7 september 2024 «onderlinge duels» 20.00 (UTC+4) | Kvaratschelia 33' (pen.) Tsjakvetadze 53' Mikautadze 63' Kotsjorasjvili 66' | Verslag | 80' Kalvach | Stadion: Micheil Meschistadion, Tbilisi Toeschouwers: 20.401 Scheidsrechter: Orel Grinfeeld |
| 7 september 2024 «onderlinge duels» 20.00 (UTC+4) |                                                                             |         |             | Stadion: Micheil Meschistadion, Tbilisi Toeschouwers: 20.401 Scheidsrechter: Orel Grinfeeld |
| 7 september 2024 «onderlinge duels» 20.00 (UTC+4) |                                                                             |         |             | Stadion: Micheil Meschistadion, Tbilisi Toeschouwers: 20.401 Scheidsrechter: Orel Grinfeeld |
|                                                   |                                                                             |         |             |                                                                                             |

|                                                   |              |         |                       |                                                                                            |
| 7 september 2024 «onderlinge duels» 20.45 (UTC+2) | Oekraïne     | 1 – 2   | Albanië               | Stadion: Stadion Letná, Praag (Tsjechië) Toeschouwers: 15.500 Scheidsrechter: Luís Godinho |
| 7 september 2024 «onderlinge duels» 20.45 (UTC+2) | Konoplja 49' | Verslag | 54' Ismajli 66' Asani | Stadion: Stadion Letná, Praag (Tsjechië) Toeschouwers: 15.500 Scheidsrechter: Luís Godinho |
| 7 september 2024 «onderlinge duels» 20.45 (UTC+2) |              |         |                       | Stadion: Stadion Letná, Praag (Tsjechië) Toeschouwers: 15.500 Scheidsrechter: Luís Godinho |
| 7 september 2024 «onderlinge duels» 20.45 (UTC+2) |              |         |                       | Stadion: Stadion Letná, Praag (Tsjechië) Toeschouwers: 15.500 Scheidsrechter: Luís Godinho |
|                                                   |              |         |                       |                                                                                            |

|                                                    |         |         |                    |                                                                                       |
| 10 september 2024 «onderlinge duels» 20.45 (UTC+2) | Albanië | 0 – 1   | Georgië            | Stadion: Arena Kombëtare, Tirana Toeschouwers: 20.400 Scheidsrechter: Erik Lambrechts |
| 10 september 2024 «onderlinge duels» 20.45 (UTC+2) |         | Verslag | 71' Kotsjorasjvili | Stadion: Arena Kombëtare, Tirana Toeschouwers: 20.400 Scheidsrechter: Erik Lambrechts |
| 10 september 2024 «onderlinge duels» 20.45 (UTC+2) |         |         |                    | Stadion: Arena Kombëtare, Tirana Toeschouwers: 20.400 Scheidsrechter: Erik Lambrechts |
| 10 september 2024 «onderlinge duels» 20.45 (UTC+2) |         |         |                    | Stadion: Arena Kombëtare, Tirana Toeschouwers: 20.400 Scheidsrechter: Erik Lambrechts |
|                                                    |         |         |                    |                                                                                       |

|                                                    |                                   |         |                        |                                                                                |
| 10 september 2024 «onderlinge duels» 20.45 (UTC+2) | Tsjechië                          | 3 – 2   | Oekraïne               | Stadion: Fortuna Arena, Praag Toeschouwers: 18.722 Scheidsrechter: John Beaton |
| 10 september 2024 «onderlinge duels» 20.45 (UTC+2) | Šulc 21', 45+2' Souček 80' (pen.) | Verslag | 37' Vanat 84' Soedakov | Stadion: Fortuna Arena, Praag Toeschouwers: 18.722 Scheidsrechter: John Beaton |
| 10 september 2024 «onderlinge duels» 20.45 (UTC+2) |                                   |         |                        | Stadion: Fortuna Arena, Praag Toeschouwers: 18.722 Scheidsrechter: John Beaton |
| 10 september 2024 «onderlinge duels» 20.45 (UTC+2) |                                   |         |                        | Stadion: Fortuna Arena, Praag Toeschouwers: 18.722 Scheidsrechter: John Beaton |
|                                                    |                                   |         |                        |                                                                                |

|                                                  |               |         |         |                                                                                   |
| 11 oktober 2024 «onderlinge duels» 20.45 (UTC+2) | Tsjechië      | 2 – 0   | Albanië | Stadion: Stadion Letná, Praag Toeschouwers: 17.823 Scheidsrechter: Benoît Bastien |
| 11 oktober 2024 «onderlinge duels» 20.45 (UTC+2) | Chorý 3', 63' | Verslag |         | Stadion: Stadion Letná, Praag Toeschouwers: 17.823 Scheidsrechter: Benoît Bastien |
| 11 oktober 2024 «onderlinge duels» 20.45 (UTC+2) |               |         |         | Stadion: Stadion Letná, Praag Toeschouwers: 17.823 Scheidsrechter: Benoît Bastien |
| 11 oktober 2024 «onderlinge duels» 20.45 (UTC+2) |               |         |         | Stadion: Stadion Letná, Praag Toeschouwers: 17.823 Scheidsrechter: Benoît Bastien |
|                                                  |               |         |         |                                                                                   |

|                                                  |             |         |         |                                                                                               |
| 11 oktober 2024 «onderlinge duels» 20.45 (UTC+2) | Oekraïne    | 1 – 0   | Georgië | Stadion: Poznaństadion, Poznań (Polen) Toeschouwers: 21.700 Scheidsrechter: Julian Weinberger |
| 11 oktober 2024 «onderlinge duels» 20.45 (UTC+2) | Moedryk 35' | Verslag |         | Stadion: Poznaństadion, Poznań (Polen) Toeschouwers: 21.700 Scheidsrechter: Julian Weinberger |
| 11 oktober 2024 «onderlinge duels» 20.45 (UTC+2) |             |         |         | Stadion: Poznaństadion, Poznań (Polen) Toeschouwers: 21.700 Scheidsrechter: Julian Weinberger |
| 11 oktober 2024 «onderlinge duels» 20.45 (UTC+2) |             |         |         | Stadion: Poznaństadion, Poznań (Polen) Toeschouwers: 21.700 Scheidsrechter: Julian Weinberger |
|                                                  |             |         |         |                                                                                               |

|                                                  |         |         |             |                                                                                             |
| 14 oktober 2024 «onderlinge duels» 20.00 (UTC+4) | Georgië | 0 – 1   | Albanië     | Stadion: Micheil Meschistadion, Tbilisi Toeschouwers: 19.981 Scheidsrechter: Danny Makkelie |
| 14 oktober 2024 «onderlinge duels» 20.00 (UTC+4) |         | Verslag | 48' Asllani | Stadion: Micheil Meschistadion, Tbilisi Toeschouwers: 19.981 Scheidsrechter: Danny Makkelie |
| 14 oktober 2024 «onderlinge duels» 20.00 (UTC+4) |         |         |             | Stadion: Micheil Meschistadion, Tbilisi Toeschouwers: 19.981 Scheidsrechter: Danny Makkelie |
| 14 oktober 2024 «onderlinge duels» 20.00 (UTC+4) |         |         |             | Stadion: Micheil Meschistadion, Tbilisi Toeschouwers: 19.981 Scheidsrechter: Danny Makkelie |
|                                                  |         |         |             |                                                                                             |

|                                                  |                   |         |          | |
| 14 oktober 2024 «onderlinge duels» 20.45 (UTC+2) | Oekraïne          | 1 – 1   | Tsjechië | Stadion: Wrocławstadion, Wrocław (Polen) Toeschouwers: 14.734 Scheidsrechter: Guillermo Cuadra Fernández |
| 14 oktober 2024 «onderlinge duels» 20.45 (UTC+2) | Dovbyk 52' (pen.) | Verslag | 18' Červ | Stadion: Wrocławstadion, Wrocław (Polen) Toeschouwers: 14.734 Scheidsrechter: Guillermo Cuadra Fernández |
| 14 oktober 2024 «onderlinge duels» 20.45 (UTC+2) |                   |         |          | Stadion: Wrocławstadion, Wrocław (Polen) Toeschouwers: 14.734 Scheidsrechter: Guillermo Cuadra Fernández |
| 14 oktober 2024 «onderlinge duels» 20.45 (UTC+2) |                   |         |          | Stadion: Wrocławstadion, Wrocław (Polen) Toeschouwers: 14.734 Scheidsrechter: Guillermo Cuadra Fernández |
|                                                  |                   |         |          | |

|                                                   |                |         |                      |                                                                                      |
| 16 november 2024 «onderlinge duels» 21.00 (UTC+4) | Georgië        | 1 – 1   | Oekraïne             | Stadion: Batoemistadion, Batoemi Toeschouwers: 19.120 Scheidsrechter: Chris Kavanagh |
| 16 november 2024 «onderlinge duels» 21.00 (UTC+4) | Mikautadze 76' | Verslag | 7' (e.d.) Kvirkvelia | Stadion: Batoemistadion, Batoemi Toeschouwers: 19.120 Scheidsrechter: Chris Kavanagh |
| 16 november 2024 «onderlinge duels» 21.00 (UTC+4) |                |         |                      | Stadion: Batoemistadion, Batoemi Toeschouwers: 19.120 Scheidsrechter: Chris Kavanagh |
| 16 november 2024 «onderlinge duels» 21.00 (UTC+4) |                |         |                      | Stadion: Batoemistadion, Batoemi Toeschouwers: 19.120 Scheidsrechter: Chris Kavanagh |
|                                                   |                |         |                      |                                                                                      |

|                                                   |         |       |          |                                                                                      |
| 16 november 2024 «onderlinge duels» 20.45 (UTC+1) | Albanië | 0 – 0 | Tsjechië | Stadion: Arena Kombëtare, Tirana Toeschouwers: 20.800 Scheidsrechter: Sandro Schärer |
| 16 november 2024 «onderlinge duels» 20.45 (UTC+1) | Verslag |       |          | Stadion: Arena Kombëtare, Tirana Toeschouwers: 20.800 Scheidsrechter: Sandro Schärer |
| 16 november 2024 «onderlinge duels» 20.45 (UTC+1) |         |       |          | Stadion: Arena Kombëtare, Tirana Toeschouwers: 20.800 Scheidsrechter: Sandro Schärer |
| 16 november 2024 «onderlinge duels» 20.45 (UTC+1) |         |       |          | Stadion: Arena Kombëtare, Tirana Toeschouwers: 20.800 Scheidsrechter: Sandro Schärer |
|                                                   |         |       |          |                                                                                      |

|                                                   |                    |         |                               |                                                                                     |
| 19 november 2024 «onderlinge duels» 20.45 (UTC+1) | Albanië            | 1 – 2   | Oekraïne                      | Stadion: Arena Kombëtare, Tirana Toeschouwers: 20.547 Scheidsrechter: João Pinheiro |
| 19 november 2024 «onderlinge duels» 20.45 (UTC+1) | Bajrami 75' (pen.) | Verslag | 5' Zintsjenko 10' Jaremtsjoek | Stadion: Arena Kombëtare, Tirana Toeschouwers: 20.547 Scheidsrechter: João Pinheiro |
| 19 november 2024 «onderlinge duels» 20.45 (UTC+1) |                    |         |                               | Stadion: Arena Kombëtare, Tirana Toeschouwers: 20.547 Scheidsrechter: João Pinheiro |
| 19 november 2024 «onderlinge duels» 20.45 (UTC+1) |                    |         |                               | Stadion: Arena Kombëtare, Tirana Toeschouwers: 20.547 Scheidsrechter: João Pinheiro |
|                                                   |                    |         |                               |                                                                                     |

|                                                   |                    |         |                |                                                                                             |
| 19 november 2024 «onderlinge duels» 20.45 (UTC+1) | Tsjechië           | 2 – 1   | Georgië        | Stadion: Andrův stadion, Olomouc Toeschouwers: 12.221 Scheidsrechter: Anastasios Papapetrou |
| 19 november 2024 «onderlinge duels» 20.45 (UTC+1) | Šulc 3' Hložek 24' | Verslag | 60' Mikautadze | Stadion: Andrův stadion, Olomouc Toeschouwers: 12.221 Scheidsrechter: Anastasios Papapetrou |
| 19 november 2024 «onderlinge duels» 20.45 (UTC+1) |                    |         |                | Stadion: Andrův stadion, Olomouc Toeschouwers: 12.221 Scheidsrechter: Anastasios Papapetrou |
| 19 november 2024 «onderlinge duels» 20.45 (UTC+1) |                    |         |                | Stadion: Andrův stadion, Olomouc Toeschouwers: 12.221 Scheidsrechter: Anastasios Papapetrou |
|                                                   |                    |         |                |                                                                                             |

### Groep 2
| Pos | Team               | Wed | W | G | V | Ptn | DV | DT | +/− | Promotie, kwalificatie of degradatie   |  |       |       |       |       |
| --- | ------------------ | --- | - | - | - | --- | -- | -- | --- | -------------------------------------- |  | ----- | ----- | ----- | ----- |
| 1   | Engeland (P)       | 6   | 5 | 0 | 1 | 15  | 16 | 3  | +13 | Promotie naar divisie A                |  |       | 1 – 2 | 5 – 0 | 2 – 0 |
| 2   | Griekenland (O, P) | 6   | 5 | 0 | 1 | 15  | 11 | 4  | +7  | Kwalificatie voor promotie play-offs   |  | 0 – 3 |       | 2 – 0 | 3 – 0 |
| 3   | Ierland (O)        | 6   | 2 | 0 | 4 | 6   | 3  | 12 | −9  | Kwalificatie voor degradatie play-offs |  | 0 – 2 | 0 – 2 |       | 1 – 0 |
| 4   | Finland (R)        | 6   | 0 | 0 | 6 | 0   | 2  | 13 | −11 | Degradatie naar divisie C              |  | 1 – 3 | 0 – 2 | 1 – 2 |       |

1. 1 2  Gelijke stand op onderling aantal punten. Gerangschikt op onderling doelsaldo: Engeland +2, Griekenland −2.

Wedstrijden
|                                                   |         |         |                       |                                                                                                |
| 7 september 2024 «onderlinge duels» 17.00 (UTC+1) | Ierland | 0 – 2   | Engeland              | Stadion: Avivastadion, Dublin Toeschouwers: 50.359 Scheidsrechter: José María Sánchez Martínez |
| 7 september 2024 «onderlinge duels» 17.00 (UTC+1) |         | Verslag | 11' Rice 26' Grealish | Stadion: Avivastadion, Dublin Toeschouwers: 50.359 Scheidsrechter: José María Sánchez Martínez |
| 7 september 2024 «onderlinge duels» 17.00 (UTC+1) |         |         |                       | Stadion: Avivastadion, Dublin Toeschouwers: 50.359 Scheidsrechter: José María Sánchez Martínez |
| 7 september 2024 «onderlinge duels» 17.00 (UTC+1) |         |         |                       | Stadion: Avivastadion, Dublin Toeschouwers: 50.359 Scheidsrechter: José María Sánchez Martínez |
|                                                   |         |         |                       |                                                                                                |

|                                                   |                                       |         |         |                                                                                                 |
| 7 september 2024 «onderlinge duels» 21.45 (UTC+3) | Griekenland                           | 3 – 0   | Finland | Stadion: Georgios Karaiskákisstadion, Piraeus Toeschouwers: 17.293 Scheidsrechter: Urs Schnyder |
| 7 september 2024 «onderlinge duels» 21.45 (UTC+3) | Ioannidis 23', 76' Källman 37' (e.d.) | Verslag |         | Stadion: Georgios Karaiskákisstadion, Piraeus Toeschouwers: 17.293 Scheidsrechter: Urs Schnyder |
| 7 september 2024 «onderlinge duels» 21.45 (UTC+3) |                                       |         |         | Stadion: Georgios Karaiskákisstadion, Piraeus Toeschouwers: 17.293 Scheidsrechter: Urs Schnyder |
| 7 september 2024 «onderlinge duels» 21.45 (UTC+3) |                                       |         |         | Stadion: Georgios Karaiskákisstadion, Piraeus Toeschouwers: 17.293 Scheidsrechter: Urs Schnyder |
|                                                   |                                       |         |         |                                                                                                 |

|                                                    |               |         |         |                                                                                    |
| 10 september 2024 «onderlinge duels» 19.45 (UTC+1) | Engeland      | 2 – 0   | Finland | Stadion: Wembley Stadium, Londen Toeschouwers: 70.221 Scheidsrechter: Morten Krogh |
| 10 september 2024 «onderlinge duels» 19.45 (UTC+1) | Kane 57', 76' | Verslag |         | Stadion: Wembley Stadium, Londen Toeschouwers: 70.221 Scheidsrechter: Morten Krogh |
| 10 september 2024 «onderlinge duels» 19.45 (UTC+1) |               |         |         | Stadion: Wembley Stadium, Londen Toeschouwers: 70.221 Scheidsrechter: Morten Krogh |
| 10 september 2024 «onderlinge duels» 19.45 (UTC+1) |               |         |         | Stadion: Wembley Stadium, Londen Toeschouwers: 70.221 Scheidsrechter: Morten Krogh |
|                                                    |               |         |         |                                                                                    |

|                                                    |         |         |                          |                                                                                |
| 10 september 2024 «onderlinge duels» 19.45 (UTC+1) | Ierland | 0 – 2   | Griekenland              | Stadion: Avivastadion, Dublin Toeschouwers: 37.274 Scheidsrechter: Espen Eskås |
| 10 september 2024 «onderlinge duels» 19.45 (UTC+1) |         | Verslag | 50' Ioannidis 87' Tzolis | Stadion: Avivastadion, Dublin Toeschouwers: 37.274 Scheidsrechter: Espen Eskås |
| 10 september 2024 «onderlinge duels» 19.45 (UTC+1) |         |         |                          | Stadion: Avivastadion, Dublin Toeschouwers: 37.274 Scheidsrechter: Espen Eskås |
| 10 september 2024 «onderlinge duels» 19.45 (UTC+1) |         |         |                          | Stadion: Avivastadion, Dublin Toeschouwers: 37.274 Scheidsrechter: Espen Eskås |
|                                                    |         |         |                          |                                                                                |

|                                                  |                |         |                     |                                                                                      |
| 10 oktober 2024 «onderlinge duels» 19.45 (UTC+1) | Engeland       | 1 – 2   | Griekenland         | Stadion: Wembley Stadium, Londen Toeschouwers: 79.012 Scheidsrechter: Andrea Colombo |
| 10 oktober 2024 «onderlinge duels» 19.45 (UTC+1) | Bellingham 87' | Verslag | 49', 90+4' Pavlidis | Stadion: Wembley Stadium, Londen Toeschouwers: 79.012 Scheidsrechter: Andrea Colombo |
| 10 oktober 2024 «onderlinge duels» 19.45 (UTC+1) |                |         |                     | Stadion: Wembley Stadium, Londen Toeschouwers: 79.012 Scheidsrechter: Andrea Colombo |
| 10 oktober 2024 «onderlinge duels» 19.45 (UTC+1) |                |         |                     | Stadion: Wembley Stadium, Londen Toeschouwers: 79.012 Scheidsrechter: Andrea Colombo |
|                                                  |                |         |                     |                                                                                      |

|                                                  |                |         |                      |                                                                                           |
| 10 oktober 2024 «onderlinge duels» 21.45 (UTC+3) | Finland        | 1 – 2   | Ierland              | Stadion: Olympiastadion, Helsinki Toeschouwers: 16.105 Scheidsrechter: Aleksandar Stavrev |
| 10 oktober 2024 «onderlinge duels» 21.45 (UTC+3) | Pohjanpalo 17' | Verslag | 57' Scales 88' Brady | Stadion: Olympiastadion, Helsinki Toeschouwers: 16.105 Scheidsrechter: Aleksandar Stavrev |
| 10 oktober 2024 «onderlinge duels» 21.45 (UTC+3) |                |         |                      | Stadion: Olympiastadion, Helsinki Toeschouwers: 16.105 Scheidsrechter: Aleksandar Stavrev |
| 10 oktober 2024 «onderlinge duels» 21.45 (UTC+3) |                |         |                      | Stadion: Olympiastadion, Helsinki Toeschouwers: 16.105 Scheidsrechter: Aleksandar Stavrev |
|                                                  |                |         |                      |                                                                                           |

|                                                  |              |         |                                            |                                                                                           |
| 13 oktober 2024 «onderlinge duels» 19.00 (UTC+3) | Finland      | 1 – 3   | Engeland                                   | Stadion: Olympiastadion, Helsinki Toeschouwers: 32.411 Scheidsrechter: Giorgi Kroeasjvili |
| 13 oktober 2024 «onderlinge duels» 19.00 (UTC+3) | Hoskonen 87' | Verslag | 18' Grealish 74' Alexander-Arnold 84' Rice | Stadion: Olympiastadion, Helsinki Toeschouwers: 32.411 Scheidsrechter: Giorgi Kroeasjvili |
| 13 oktober 2024 «onderlinge duels» 19.00 (UTC+3) |              |         |                                            | Stadion: Olympiastadion, Helsinki Toeschouwers: 32.411 Scheidsrechter: Giorgi Kroeasjvili |
| 13 oktober 2024 «onderlinge duels» 19.00 (UTC+3) |              |         |                                            | Stadion: Olympiastadion, Helsinki Toeschouwers: 32.411 Scheidsrechter: Giorgi Kroeasjvili |
|                                                  |              |         |                                            |                                                                                           |

|                                                  |                              |         |         |                                                                                               |
| 13 oktober 2024 «onderlinge duels» 21.45 (UTC+3) | Griekenland                  | 2 – 0   | Ierland | Stadion: Georgios Karaiskákisstadion, Piraeus Toeschouwers: 30.253 Scheidsrechter: Joey Kooij |
| 13 oktober 2024 «onderlinge duels» 21.45 (UTC+3) | Bakasetas 48' Mantalos 90+1' | Verslag |         | Stadion: Georgios Karaiskákisstadion, Piraeus Toeschouwers: 30.253 Scheidsrechter: Joey Kooij |
| 13 oktober 2024 «onderlinge duels» 21.45 (UTC+3) |                              |         |         | Stadion: Georgios Karaiskákisstadion, Piraeus Toeschouwers: 30.253 Scheidsrechter: Joey Kooij |
| 13 oktober 2024 «onderlinge duels» 21.45 (UTC+3) |                              |         |         | Stadion: Georgios Karaiskákisstadion, Piraeus Toeschouwers: 30.253 Scheidsrechter: Joey Kooij |
|                                                  |                              |         |         |                                                                                               |

|                                                   |             |         |                                             | |
| 14 november 2024 «onderlinge duels» 21.45 (UTC+2) | Griekenland | 0 – 3   | Engeland                                    | Stadion: Olympisch Stadion Spyridon Louis, Athene Toeschouwers: 60.664 Scheidsrechter: Daniel Siebert |
| 14 november 2024 «onderlinge duels» 21.45 (UTC+2) |             | Verslag | 7' Watkins 78' (e.d.) Vlachodimos 83' Jones | Stadion: Olympisch Stadion Spyridon Louis, Athene Toeschouwers: 60.664 Scheidsrechter: Daniel Siebert |
| 14 november 2024 «onderlinge duels» 21.45 (UTC+2) |             |         |                                             | Stadion: Olympisch Stadion Spyridon Louis, Athene Toeschouwers: 60.664 Scheidsrechter: Daniel Siebert |
| 14 november 2024 «onderlinge duels» 21.45 (UTC+2) |             |         |                                             | Stadion: Olympisch Stadion Spyridon Louis, Athene Toeschouwers: 60.664 Scheidsrechter: Daniel Siebert |
|                                                   |             |         |                                             | |

|                                                 |              |         |         |                                                                                |
| 14 november 2024 «onderlinge duels» 19.45 (UTC) | Ierland      | 1 – 0   | Finland | Stadion: Avivastadion, Dublin Toeschouwers: 39.163 Scheidsrechter: Harm Osmers |
| 14 november 2024 «onderlinge duels» 19.45 (UTC) | Ferguson 45' | Verslag |         | Stadion: Avivastadion, Dublin Toeschouwers: 39.163 Scheidsrechter: Harm Osmers |
| 14 november 2024 «onderlinge duels» 19.45 (UTC) |              |         |         | Stadion: Avivastadion, Dublin Toeschouwers: 39.163 Scheidsrechter: Harm Osmers |
| 14 november 2024 «onderlinge duels» 19.45 (UTC) |              |         |         | Stadion: Avivastadion, Dublin Toeschouwers: 39.163 Scheidsrechter: Harm Osmers |
|                                                 |              |         |         |                                                                                |

|                                                 |                                                                       |         |                 |                                                                                       |
| 17 november 2024 «onderlinge duels» 17.00 (UTC) | Engeland                                                              | 5 – 0   | Ierland         | Stadion: Wembley Stadium, Londen Toeschouwers: 79.969 Scheidsrechter: Erik Lambrechts |
| 17 november 2024 «onderlinge duels» 17.00 (UTC) | Kane 53' (pen.) Gordon 56' Gallagher 58' Bowen 76' Harwood-Bellis 79' | Verslag | 43', 51' Scales | Stadion: Wembley Stadium, Londen Toeschouwers: 79.969 Scheidsrechter: Erik Lambrechts |
| 17 november 2024 «onderlinge duels» 17.00 (UTC) |                                                                       |         |                 | Stadion: Wembley Stadium, Londen Toeschouwers: 79.969 Scheidsrechter: Erik Lambrechts |
| 17 november 2024 «onderlinge duels» 17.00 (UTC) |                                                                       |         |                 | Stadion: Wembley Stadium, Londen Toeschouwers: 79.969 Scheidsrechter: Erik Lambrechts |
|                                                 |                                                                       |         |                 |                                                                                       |

|                                                   |         |         |                          |                                                                                      |
| 17 november 2024 «onderlinge duels» 19.00 (UTC+2) | Finland | 0 – 2   | Griekenland              | Stadion: Olympiastadion, Helsinki Toeschouwers: 17.661 Scheidsrechter: Willy Delajod |
| 17 november 2024 «onderlinge duels» 19.00 (UTC+2) |         | Verslag | 52' Bakasetas 56' Tzolis | Stadion: Olympiastadion, Helsinki Toeschouwers: 17.661 Scheidsrechter: Willy Delajod |
| 17 november 2024 «onderlinge duels» 19.00 (UTC+2) |         |         |                          | Stadion: Olympiastadion, Helsinki Toeschouwers: 17.661 Scheidsrechter: Willy Delajod |
| 17 november 2024 «onderlinge duels» 19.00 (UTC+2) |         |         |                          | Stadion: Olympiastadion, Helsinki Toeschouwers: 17.661 Scheidsrechter: Willy Delajod |
|                                                   |         |         |                          |                                                                                      |

### Groep 3
| Pos | Team           | Wed | W | G | V | Ptn | DV | DT | +/− | Promotie, kwalificatie of degradatie   |  |       |       |       |       |
| --- | -------------- | --- | - | - | - | --- | -- | -- | --- | -------------------------------------- |  | ----- | ----- | ----- | ----- |
| 1   | Noorwegen (P)  | 6   | 4 | 1 | 1 | 13  | 15 | 7  | +8  | Promotie naar divisie A                |  |       | 2 – 1 | 3 – 0 | 5 – 0 |
| 2   | Oostenrijk     | 6   | 3 | 2 | 1 | 11  | 14 | 5  | +9  | Kwalificatie voor promotie play-offs   |  | 5 – 1 |       | 1 – 1 | 4 – 0 |
| 3   | Slovenië (O)   | 6   | 2 | 2 | 2 | 8   | 7  | 9  | −2  | Kwalificatie voor degradatie play-offs |  | 1 – 4 | 1 – 1 |       | 3 – 0 |
| 4   | Kazachstan (R) | 6   | 0 | 1 | 5 | 1   | 0  | 15 | −15 | Degradatie naar divisie C              |  | 0 – 0 | 0 – 2 | 0 – 1 |       |

Wedstrijden
|                                                   |            |       |           |                                                                                       |
| 6 september 2024 «onderlinge duels» 19.00 (UTC+5) | Kazachstan | 0 – 0 | Noorwegen | Stadion: Centraalstadion, Almaty Toeschouwers: 23.173 Scheidsrechter: Allard Lindhout |
| 6 september 2024 «onderlinge duels» 19.00 (UTC+5) | Verslag    |       |           | Stadion: Centraalstadion, Almaty Toeschouwers: 23.173 Scheidsrechter: Allard Lindhout |
| 6 september 2024 «onderlinge duels» 19.00 (UTC+5) |            |       |           | Stadion: Centraalstadion, Almaty Toeschouwers: 23.173 Scheidsrechter: Allard Lindhout |
| 6 september 2024 «onderlinge duels» 19.00 (UTC+5) |            |       |           | Stadion: Centraalstadion, Almaty Toeschouwers: 23.173 Scheidsrechter: Allard Lindhout |
|                                                   |            |       |           |                                                                                       |

|                                                   |                  |         |            |                                                                                       |
| 6 september 2024 «onderlinge duels» 20.45 (UTC+2) | Slovenië         | 1 – 1   | Oostenrijk | Stadion: Stožicestadion, Ljubljana Toeschouwers: 14.834 Scheidsrechter: Radu Petrescu |
| 6 september 2024 «onderlinge duels» 20.45 (UTC+2) | Šeško 16' (pen.) | Verslag | 28' Laimer | Stadion: Stožicestadion, Ljubljana Toeschouwers: 14.834 Scheidsrechter: Radu Petrescu |
| 6 september 2024 «onderlinge duels» 20.45 (UTC+2) |                  |         |            | Stadion: Stožicestadion, Ljubljana Toeschouwers: 14.834 Scheidsrechter: Radu Petrescu |
| 6 september 2024 «onderlinge duels» 20.45 (UTC+2) |                  |         |            | Stadion: Stožicestadion, Ljubljana Toeschouwers: 14.834 Scheidsrechter: Radu Petrescu |
|                                                   |                  |         |            |                                                                                       |

|                                                   |                     |         |              |                                                                                      |
| 9 september 2024 «onderlinge duels» 20.45 (UTC+2) | Noorwegen           | 2 – 1   | Oostenrijk   | Stadion: Ullevaalstadion, Oslo Toeschouwers: 23.171 Scheidsrechter: Nikola Dabanović |
| 9 september 2024 «onderlinge duels» 20.45 (UTC+2) | Myhre 9' Håland 80' | Verslag | 37' Sabitzer | Stadion: Ullevaalstadion, Oslo Toeschouwers: 23.171 Scheidsrechter: Nikola Dabanović |
| 9 september 2024 «onderlinge duels» 20.45 (UTC+2) |                     |         |              | Stadion: Ullevaalstadion, Oslo Toeschouwers: 23.171 Scheidsrechter: Nikola Dabanović |
| 9 september 2024 «onderlinge duels» 20.45 (UTC+2) |                     |         |              | Stadion: Ullevaalstadion, Oslo Toeschouwers: 23.171 Scheidsrechter: Nikola Dabanović |
|                                                   |                     |         |              |                                                                                      |

|                                                   |                     |         |            |                                                                                      |
| 9 september 2024 «onderlinge duels» 20.45 (UTC+2) | Slovenië            | 3 – 0   | Kazachstan | Stadion: Stožicestadion, Ljubljana Toeschouwers: 9.814 Scheidsrechter: João Pinheiro |
| 9 september 2024 «onderlinge duels» 20.45 (UTC+2) | Šeško 23', 28', 63' | Verslag |            | Stadion: Stožicestadion, Ljubljana Toeschouwers: 9.814 Scheidsrechter: João Pinheiro |
| 9 september 2024 «onderlinge duels» 20.45 (UTC+2) |                     |         |            | Stadion: Stožicestadion, Ljubljana Toeschouwers: 9.814 Scheidsrechter: João Pinheiro |
| 9 september 2024 «onderlinge duels» 20.45 (UTC+2) |                     |         |            | Stadion: Stožicestadion, Ljubljana Toeschouwers: 9.814 Scheidsrechter: João Pinheiro |
|                                                   |                     |         |            |                                                                                      |

|                                                  |                                                     |         |            |                                                                                       |
| 10 oktober 2024 «onderlinge duels» 20.45 (UTC+2) | Oostenrijk                                          | 4 – 0   | Kazachstan | Stadion: Raiffeisen Arena, Linz Toeschouwers: 14.500 Scheidsrechter: Donald Robertson |
| 10 oktober 2024 «onderlinge duels» 20.45 (UTC+2) | Baumgartner 10' Lienhart 54' Sabitzer 56' Seidl 79' | Verslag |            | Stadion: Raiffeisen Arena, Linz Toeschouwers: 14.500 Scheidsrechter: Donald Robertson |
| 10 oktober 2024 «onderlinge duels» 20.45 (UTC+2) |                                                     |         |            | Stadion: Raiffeisen Arena, Linz Toeschouwers: 14.500 Scheidsrechter: Donald Robertson |
| 10 oktober 2024 «onderlinge duels» 20.45 (UTC+2) |                                                     |         |            | Stadion: Raiffeisen Arena, Linz Toeschouwers: 14.500 Scheidsrechter: Donald Robertson |
|                                                  |                                                     |         |            |                                                                                       |

|                                                  |                            |         |          |                                                                                           |
| 10 oktober 2024 «onderlinge duels» 20.45 (UTC+2) | Noorwegen                  | 3 – 0   | Slovenië | Stadion: Ullevaalstadion, Oslo Toeschouwers: 23.341 Scheidsrechter: Manfredas Lukjančukas |
| 10 oktober 2024 «onderlinge duels» 20.45 (UTC+2) | Håland 7', 62' Sørloth 52' | Verslag |          | Stadion: Ullevaalstadion, Oslo Toeschouwers: 23.341 Scheidsrechter: Manfredas Lukjančukas |
| 10 oktober 2024 «onderlinge duels» 20.45 (UTC+2) |                            |         |          | Stadion: Ullevaalstadion, Oslo Toeschouwers: 23.341 Scheidsrechter: Manfredas Lukjančukas |
| 10 oktober 2024 «onderlinge duels» 20.45 (UTC+2) |                            |         |          | Stadion: Ullevaalstadion, Oslo Toeschouwers: 23.341 Scheidsrechter: Manfredas Lukjančukas |
|                                                  |                            |         |          |                                                                                           |

|                                                  |            |         |            |                                                                                    |
| 13 oktober 2024 «onderlinge duels» 18.00 (UTC+5) | Kazachstan | 0 – 1   | Slovenië   | Stadion: Centraalstadion, Almaty Toeschouwers: 19.783 Scheidsrechter: Craig Pawson |
| 13 oktober 2024 «onderlinge duels» 18.00 (UTC+5) |            | Verslag | 55' Mlakar | Stadion: Centraalstadion, Almaty Toeschouwers: 19.783 Scheidsrechter: Craig Pawson |
| 13 oktober 2024 «onderlinge duels» 18.00 (UTC+5) |            |         |            | Stadion: Centraalstadion, Almaty Toeschouwers: 19.783 Scheidsrechter: Craig Pawson |
| 13 oktober 2024 «onderlinge duels» 18.00 (UTC+5) |            |         |            | Stadion: Centraalstadion, Almaty Toeschouwers: 19.783 Scheidsrechter: Craig Pawson |
|                                                  |            |         |            |                                                                                    |

|                                                  |                                                                  |         |             |                                                                                   |
| 13 oktober 2024 «onderlinge duels» 20.45 (UTC+2) | Oostenrijk                                                       | 5 – 1   | Noorwegen   | Stadion: Raiffeisen Arena, Linz Toeschouwers: 16.500 Scheidsrechter: Tamás Bognár |
| 13 oktober 2024 «onderlinge duels» 20.45 (UTC+2) | Arnautović 8', 49' (pen.) Lienhart 58' Posch 62' Gregoritsch 71' | Verslag | 39' Sørloth | Stadion: Raiffeisen Arena, Linz Toeschouwers: 16.500 Scheidsrechter: Tamás Bognár |
| 13 oktober 2024 «onderlinge duels» 20.45 (UTC+2) |                                                                  |         |             | Stadion: Raiffeisen Arena, Linz Toeschouwers: 16.500 Scheidsrechter: Tamás Bognár |
| 13 oktober 2024 «onderlinge duels» 20.45 (UTC+2) |                                                                  |         |             | Stadion: Raiffeisen Arena, Linz Toeschouwers: 16.500 Scheidsrechter: Tamás Bognár |
|                                                  |                                                                  |         |             |                                                                                   |

|                                                   |               |         |                                 |                                                                                   |
| 14 november 2024 «onderlinge duels» 20.00 (UTC+5) | Kazachstan    | 0 – 2   | Oostenrijk                      | Stadion: Centraalstadion, Almaty Toeschouwers: 9.753 Scheidsrechter: Marian Barbu |
| 14 november 2024 «onderlinge duels» 20.00 (UTC+5) | Marochkin 23' | Verslag | 15' Baumgartner 25' Gregoritsch | Stadion: Centraalstadion, Almaty Toeschouwers: 9.753 Scheidsrechter: Marian Barbu |
| 14 november 2024 «onderlinge duels» 20.00 (UTC+5) |               |         |                                 | Stadion: Centraalstadion, Almaty Toeschouwers: 9.753 Scheidsrechter: Marian Barbu |
| 14 november 2024 «onderlinge duels» 20.00 (UTC+5) |               |         |                                 | Stadion: Centraalstadion, Almaty Toeschouwers: 9.753 Scheidsrechter: Marian Barbu |
|                                                   |               |         |                                 |                                                                                   |

|                                                   |                  |         |                                   |                                                                                        |
| 14 november 2024 «onderlinge duels» 20.45 (UTC+1) | Slovenië         | 1 – 4   | Noorwegen                         | Stadion: Stožicestadion, Ljubljana Toeschouwers: 15.308 Scheidsrechter: Michael Oliver |
| 14 november 2024 «onderlinge duels» 20.45 (UTC+1) | Šeško 21' (pen.) | Verslag | 9', 54' Nusa 45' Håland 82' Hauge | Stadion: Stožicestadion, Ljubljana Toeschouwers: 15.308 Scheidsrechter: Michael Oliver |
| 14 november 2024 «onderlinge duels» 20.45 (UTC+1) |                  |         |                                   | Stadion: Stožicestadion, Ljubljana Toeschouwers: 15.308 Scheidsrechter: Michael Oliver |
| 14 november 2024 «onderlinge duels» 20.45 (UTC+1) |                  |         |                                   | Stadion: Stožicestadion, Ljubljana Toeschouwers: 15.308 Scheidsrechter: Michael Oliver |
|                                                   |                  |         |                                   |                                                                                        |

|                                                   |                                           |         |            |                                                                                     |
| 17 november 2024 «onderlinge duels» 18.00 (UTC+1) | Noorwegen                                 | 5 – 0   | Kazachstan | Stadion: Ullevaalstadion, Oslo Toeschouwers: 23.458 Scheidsrechter: Jasper Vergoote |
| 17 november 2024 «onderlinge duels» 18.00 (UTC+1) | Håland 23', 37', 71' Sørloth 41' Nusa 76' | Verslag |            | Stadion: Ullevaalstadion, Oslo Toeschouwers: 23.458 Scheidsrechter: Jasper Vergoote |
| 17 november 2024 «onderlinge duels» 18.00 (UTC+1) |                                           |         |            | Stadion: Ullevaalstadion, Oslo Toeschouwers: 23.458 Scheidsrechter: Jasper Vergoote |
| 17 november 2024 «onderlinge duels» 18.00 (UTC+1) |                                           |         |            | Stadion: Ullevaalstadion, Oslo Toeschouwers: 23.458 Scheidsrechter: Jasper Vergoote |
|                                                   |                                           |         |            |                                                                                     |

|                                                   |            |         |                  |                                                                                       |
| 17 november 2024 «onderlinge duels» 18.00 (UTC+1) | Oostenrijk | 1 – 1   | Slovenië         | Stadion: Ernst Happelstadion, Wenen Toeschouwers: 46.000 Scheidsrechter: Glenn Nyberg |
| 17 november 2024 «onderlinge duels» 18.00 (UTC+1) | Schmid 27' | Verslag | 81' Gnezda Čerin | Stadion: Ernst Happelstadion, Wenen Toeschouwers: 46.000 Scheidsrechter: Glenn Nyberg |
| 17 november 2024 «onderlinge duels» 18.00 (UTC+1) |            |         |                  | Stadion: Ernst Happelstadion, Wenen Toeschouwers: 46.000 Scheidsrechter: Glenn Nyberg |
| 17 november 2024 «onderlinge duels» 18.00 (UTC+1) |            |         |                  | Stadion: Ernst Happelstadion, Wenen Toeschouwers: 46.000 Scheidsrechter: Glenn Nyberg |
|                                                   |            |         |                  |                                                                                       |

### Groep 4
| Pos | Team           | Wed | W | G | V | Ptn | DV | DT | +/− | Promotie, kwalificatie of degradatie   |  |       |       |       |       |
| --- | -------------- | --- | - | - | - | --- | -- | -- | --- | -------------------------------------- |  | ----- | ----- | ----- | ----- |
| 1   | Wales (P)      | 6   | 3 | 3 | 0 | 12  | 9  | 4  | +5  | Promotie naar divisie A                |  |       | 0 – 0 | 4 – 1 | 1 – 0 |
| 2   | Turkije (O, P) | 6   | 3 | 2 | 1 | 11  | 9  | 6  | +3  | Kwalificatie voor promotie play-offs   |  | 0 – 0 |       | 3 – 1 | 1 – 0 |
| 3   | IJsland (R)    | 6   | 2 | 1 | 3 | 7   | 10 | 13 | −3  | Kwalificatie voor degradatie play-offs |  | 2 – 2 | 2 – 4 |       | 2 – 0 |
| 4   | Montenegro (R) | 6   | 1 | 0 | 5 | 3   | 4  | 9  | −5  | Degradatie naar divisie C              |  | 1 – 2 | 3 – 1 | 0 – 2 |       |

Wedstrijden
|                                                 |                                |         |            |                                                                                        |
| 6 september 2024 «onderlinge duels» 18.45 (UTC) | IJsland                        | 2 – 0   | Montenegro | Stadion: Laugardalsvöllur, Reykjavik Toeschouwers: 4.683 Scheidsrechter: Willy Delajod |
| 6 september 2024 «onderlinge duels» 18.45 (UTC) | Óskarsson 39' Þorsteinsson 58' | Verslag |            | Stadion: Laugardalsvöllur, Reykjavik Toeschouwers: 4.683 Scheidsrechter: Willy Delajod |
| 6 september 2024 «onderlinge duels» 18.45 (UTC) |                                |         |            | Stadion: Laugardalsvöllur, Reykjavik Toeschouwers: 4.683 Scheidsrechter: Willy Delajod |
| 6 september 2024 «onderlinge duels» 18.45 (UTC) |                                |         |            | Stadion: Laugardalsvöllur, Reykjavik Toeschouwers: 4.683 Scheidsrechter: Willy Delajod |
|                                                 |                                |         |            |                                                                                        |

|                                                   |       |         |                 |                                                                                         |
| 6 september 2024 «onderlinge duels» 19.45 (UTC+1) | Wales | 0 – 0   | Turkije         | Stadion: Cardiff City Stadium, Cardiff Toeschouwers: 28.625 Scheidsrechter: Rohit Saggi |
| 6 september 2024 «onderlinge duels» 19.45 (UTC+1) |       | Verslag | 31', 62' Yılmaz | Stadion: Cardiff City Stadium, Cardiff Toeschouwers: 28.625 Scheidsrechter: Rohit Saggi |
| 6 september 2024 «onderlinge duels» 19.45 (UTC+1) |       |         |                 | Stadion: Cardiff City Stadium, Cardiff Toeschouwers: 28.625 Scheidsrechter: Rohit Saggi |
| 6 september 2024 «onderlinge duels» 19.45 (UTC+1) |       |         |                 | Stadion: Cardiff City Stadium, Cardiff Toeschouwers: 28.625 Scheidsrechter: Rohit Saggi |
|                                                   |       |         |                 |                                                                                         |

|                                                   |            |         |                    |                                                                                           |
| 9 september 2024 «onderlinge duels» 20.45 (UTC+2) | Montenegro | 1 – 2   | Wales              | Stadion: Stadion kraj Bistrice, Nikšić Toeschouwers: 3.569 Scheidsrechter: Georgi Kabakov |
| 9 september 2024 «onderlinge duels» 20.45 (UTC+2) | Camaj 73'  | Verslag | 1' Moore 3' Wilson | Stadion: Stadion kraj Bistrice, Nikšić Toeschouwers: 3.569 Scheidsrechter: Georgi Kabakov |
| 9 september 2024 «onderlinge duels» 20.45 (UTC+2) |            |         |                    | Stadion: Stadion kraj Bistrice, Nikšić Toeschouwers: 3.569 Scheidsrechter: Georgi Kabakov |
| 9 september 2024 «onderlinge duels» 20.45 (UTC+2) |            |         |                    | Stadion: Stadion kraj Bistrice, Nikšić Toeschouwers: 3.569 Scheidsrechter: Georgi Kabakov |
|                                                   |            |         |                    |                                                                                           |

|                                                   |                         |         |             |                                                                                      |
| 9 september 2024 «onderlinge duels» 21.45 (UTC+3) | Turkije                 | 3 – 1   | IJsland     | Stadion: Gürsel Akselstadion, İzmir Toeschouwers: 16.167 Scheidsrechter: Enea Jorgji |
| 9 september 2024 «onderlinge duels» 21.45 (UTC+3) | Aktürkoğlu 2', 52', 88' | Verslag | 37' Pálsson | Stadion: Gürsel Akselstadion, İzmir Toeschouwers: 16.167 Scheidsrechter: Enea Jorgji |
| 9 september 2024 «onderlinge duels» 21.45 (UTC+3) |                         |         |             | Stadion: Gürsel Akselstadion, İzmir Toeschouwers: 16.167 Scheidsrechter: Enea Jorgji |
| 9 september 2024 «onderlinge duels» 21.45 (UTC+3) |                         |         |             | Stadion: Gürsel Akselstadion, İzmir Toeschouwers: 16.167 Scheidsrechter: Enea Jorgji |
|                                                   |                         |         |             |                                                                                      |

|                                                |                              |         |                        |                                                                                        |
| 11 oktober 2024 «onderlinge duels» 18.45 (UTC) | IJsland                      | 2 – 2   | Wales                  | Stadion: Laugardalsvöllur, Reykjavik Toeschouwers: 6.141 Scheidsrechter: Antoni Bandić |
| 11 oktober 2024 «onderlinge duels» 18.45 (UTC) | Tómasson 69' Ward 72' (e.d.) | Verslag | 11' Johnson 29' Wilson | Stadion: Laugardalsvöllur, Reykjavik Toeschouwers: 6.141 Scheidsrechter: Antoni Bandić |
| 11 oktober 2024 «onderlinge duels» 18.45 (UTC) |                              |         |                        | Stadion: Laugardalsvöllur, Reykjavik Toeschouwers: 6.141 Scheidsrechter: Antoni Bandić |
| 11 oktober 2024 «onderlinge duels» 18.45 (UTC) |                              |         |                        | Stadion: Laugardalsvöllur, Reykjavik Toeschouwers: 6.141 Scheidsrechter: Antoni Bandić |
|                                                |                              |         |                        |                                                                                        |

|                                                  |             |         |            |                                                                                            |
| 11 oktober 2024 «onderlinge duels» 21.45 (UTC+3) | Turkije     | 1 – 0   | Montenegro | Stadion: Samsun 19 mei-stadion, Samsun Toeschouwers: 28.829 Scheidsrechter: Daniele Chiffi |
| 11 oktober 2024 «onderlinge duels» 21.45 (UTC+3) | Kahveci 69' | Verslag |            | Stadion: Samsun 19 mei-stadion, Samsun Toeschouwers: 28.829 Scheidsrechter: Daniele Chiffi |
| 11 oktober 2024 «onderlinge duels» 21.45 (UTC+3) |             |         |            | Stadion: Samsun 19 mei-stadion, Samsun Toeschouwers: 28.829 Scheidsrechter: Daniele Chiffi |
| 11 oktober 2024 «onderlinge duels» 21.45 (UTC+3) |             |         |            | Stadion: Samsun 19 mei-stadion, Samsun Toeschouwers: 28.829 Scheidsrechter: Daniele Chiffi |
|                                                  |             |         |            |                                                                                            |

|                                                |                             |         |                                                              |                                                                                             |
| 14 oktober 2024 «onderlinge duels» 18.45 (UTC) | IJsland                     | 2 – 4   | Turkije                                                      | Stadion: Laugardalsvöllur, Reykjavik Toeschouwers: 5.260 Scheidsrechter: Damian Sylwestrzak |
| 14 oktober 2024 «onderlinge duels» 18.45 (UTC) | Óskarsson 3' Guðjohnsen 83' | Verslag | 62' Kahveci 67' (pen.) Çalhanoğlu 88' Güler 90+5' Aktürkoğlu | Stadion: Laugardalsvöllur, Reykjavik Toeschouwers: 5.260 Scheidsrechter: Damian Sylwestrzak |
| 14 oktober 2024 «onderlinge duels» 18.45 (UTC) |                             |         |                                                              | Stadion: Laugardalsvöllur, Reykjavik Toeschouwers: 5.260 Scheidsrechter: Damian Sylwestrzak |
| 14 oktober 2024 «onderlinge duels» 18.45 (UTC) |                             |         |                                                              | Stadion: Laugardalsvöllur, Reykjavik Toeschouwers: 5.260 Scheidsrechter: Damian Sylwestrzak |
|                                                |                             |         |                                                              |                                                                                             |

|                                                  |                   |         |            |                                                                                         |
| 14 oktober 2024 «onderlinge duels» 19.45 (UTC+1) | Wales             | 1 – 0   | Montenegro | Stadion: Cardiff City Stadium, Cardiff Toeschouwers: 27.326 Scheidsrechter: Filip Glova |
| 14 oktober 2024 «onderlinge duels» 19.45 (UTC+1) | Wilson 36' (pen.) | Verslag |            | Stadion: Cardiff City Stadium, Cardiff Toeschouwers: 27.326 Scheidsrechter: Filip Glova |
| 14 oktober 2024 «onderlinge duels» 19.45 (UTC+1) |                   |         |            | Stadion: Cardiff City Stadium, Cardiff Toeschouwers: 27.326 Scheidsrechter: Filip Glova |
| 14 oktober 2024 «onderlinge duels» 19.45 (UTC+1) |                   |         |            | Stadion: Cardiff City Stadium, Cardiff Toeschouwers: 27.326 Scheidsrechter: Filip Glova |
|                                                  |                   |         |            |                                                                                         |

|                                                   |            |         |                               |                                                                                           |
| 16 november 2024 «onderlinge duels» 18.00 (UTC+1) | Montenegro | 0 – 2   | IJsland                       | Stadion: Stadion kraj Bistrice, Nikšić Toeschouwers: 2.354 Scheidsrechter: Sven Jablonski |
| 16 november 2024 «onderlinge duels» 18.00 (UTC+1) |            | Verslag | 74' Óskarsson 88' Jóhannesson | Stadion: Stadion kraj Bistrice, Nikšić Toeschouwers: 2.354 Scheidsrechter: Sven Jablonski |
| 16 november 2024 «onderlinge duels» 18.00 (UTC+1) |            |         |                               | Stadion: Stadion kraj Bistrice, Nikšić Toeschouwers: 2.354 Scheidsrechter: Sven Jablonski |
| 16 november 2024 «onderlinge duels» 18.00 (UTC+1) |            |         |                               | Stadion: Stadion kraj Bistrice, Nikšić Toeschouwers: 2.354 Scheidsrechter: Sven Jablonski |
|                                                   |            |         |                               |                                                                                           |

|                                                   |         |       |       | |
| 16 november 2024 «onderlinge duels» 20.00 (UTC+3) | Turkije | 0 – 0 | Wales | Stadion: Kayseri Kadir Hasstadion, Kayseri Toeschouwers: 28.812 Scheidsrechter: Juan Martínez Munuera |
| 16 november 2024 «onderlinge duels» 20.00 (UTC+3) | Verslag |       |       | Stadion: Kayseri Kadir Hasstadion, Kayseri Toeschouwers: 28.812 Scheidsrechter: Juan Martínez Munuera |
| 16 november 2024 «onderlinge duels» 20.00 (UTC+3) |         |       |       | Stadion: Kayseri Kadir Hasstadion, Kayseri Toeschouwers: 28.812 Scheidsrechter: Juan Martínez Munuera |
| 16 november 2024 «onderlinge duels» 20.00 (UTC+3) |         |       |       | Stadion: Kayseri Kadir Hasstadion, Kayseri Toeschouwers: 28.812 Scheidsrechter: Juan Martínez Munuera |
|                                                   |         |       |       | |

|                                                   |                        |         |            |                                                                                         |
| 19 november 2024 «onderlinge duels» 20.45 (UTC+1) | Montenegro             | 3 – 1   | Turkije    | Stadion: Stadion kraj Bistrice, Nikšić Toeschouwers: 2.579 Scheidsrechter: Urs Schnyder |
| 19 november 2024 «onderlinge duels» 20.45 (UTC+1) | Krstović 29', 45', 73' | Verslag | 37' Yıldız | Stadion: Stadion kraj Bistrice, Nikšić Toeschouwers: 2.579 Scheidsrechter: Urs Schnyder |
| 19 november 2024 «onderlinge duels» 20.45 (UTC+1) |                        |         |            | Stadion: Stadion kraj Bistrice, Nikšić Toeschouwers: 2.579 Scheidsrechter: Urs Schnyder |
| 19 november 2024 «onderlinge duels» 20.45 (UTC+1) |                        |         |            | Stadion: Stadion kraj Bistrice, Nikšić Toeschouwers: 2.579 Scheidsrechter: Urs Schnyder |
|                                                   |                        |         |            |                                                                                         |

|                                                 |                                          |         |               |                                                                                           |
| 19 november 2024 «onderlinge duels» 19.45 (UTC) | Wales                                    | 4 – 1   | IJsland       | Stadion: Cardiff City Stadium, Cardiff Toeschouwers: 28.240 Scheidsrechter: António Nobre |
| 19 november 2024 «onderlinge duels» 19.45 (UTC) | Cullen 32', 45+1' Johnson 65' Wilson 79' | Verslag | 8' Guðjohnsen | Stadion: Cardiff City Stadium, Cardiff Toeschouwers: 28.240 Scheidsrechter: António Nobre |
| 19 november 2024 «onderlinge duels» 19.45 (UTC) |                                          |         |               | Stadion: Cardiff City Stadium, Cardiff Toeschouwers: 28.240 Scheidsrechter: António Nobre |
| 19 november 2024 «onderlinge duels» 19.45 (UTC) |                                          |         |               | Stadion: Cardiff City Stadium, Cardiff Toeschouwers: 28.240 Scheidsrechter: António Nobre |
|                                                 |                                          |         |               |                                                                                           |

## Eindstand
De eindstand werd bepaald op basis van de regels die de UEFA opstelde. Deze tabel begon bij nummer 17 omdat nummers 1 tot en met 16 genummerd waren bij divisie A.
| Pos | Grp | Team        | Wed | W | G | V | Ptn | DV | DT | +/− |
| --- | --- | ----------- | --- | - | - | - | --- | -- | -- | --- |
| 17  | 2   | Engeland    | 6   | 5 | 0 | 1 | 15  | 16 | 3  | +13 |
| 18  | 3   | Noorwegen   | 6   | 4 | 1 | 1 | 13  | 15 | 7  | +8  |
| 19  | 4   | Wales       | 6   | 3 | 3 | 0 | 12  | 9  | 4  | +5  |
| 20  | 1   | Tsjechië    | 6   | 3 | 2 | 1 | 11  | 9  | 8  | +1  |
|     |     |             |     |   |   |   |     |    |    |     |
| 21  | 2   | Griekenland | 6   | 5 | 0 | 1 | 15  | 11 | 4  | +7  |
| 22  | 3   | Oostenrijk  | 6   | 3 | 2 | 1 | 11  | 14 | 5  | +9  |
| 23  | 4   | Turkije     | 6   | 3 | 2 | 1 | 11  | 9  | 6  | +3  |
| 24  | 1   | Oekraïne    | 6   | 2 | 2 | 2 | 8   | 8  | 8  | 0   |
|     |     |             |     |   |   |   |     |    |    |     |
| 25  | 3   | Slovenië    | 6   | 2 | 2 | 2 | 8   | 7  | 9  | −2  |
| 26  | 1   | Georgië     | 6   | 2 | 1 | 3 | 7   | 7  | 6  | +1  |
| 27  | 4   | IJsland     | 6   | 2 | 1 | 3 | 7   | 10 | 13 | −3  |
| 28  | 2   | Ierland     | 6   | 2 | 0 | 4 | 6   | 3  | 12 | −9  |
|     |     |             |     |   |   |   |     |    |    |     |
| 29  | 1   | Albanië     | 6   | 2 | 1 | 3 | 7   | 4  | 6  | −2  |
| 30  | 4   | Montenegro  | 6   | 1 | 0 | 5 | 3   | 4  | 9  | −5  |
| 31  | 3   | Kazachstan  | 6   | 0 | 1 | 5 | 1   | 0  | 15 | −15 |
| 32  | 2   | Finland     | 6   | 0 | 0 | 6 | 0   | 2  | 13 | −11 |

## Doelpuntenmakers
7 doelpunten
- Erling Braut Håland

5 doelpunten
- Benjamin Šeško

4 doelpunten
- Kerem Aktürkoğlu
- Harry Wilson

3 doelpunten
- Harry Kane
- Georges Mikautadze
- Fotis Ioannidis
- Orri Óskarsson
- Nikola Krstović
- Antonio Nusa
- Alexander Sørloth
- Pavel Šulc

2 doelpunten
- Jack Grealish
- Declan Rice
- Giorgi Kotsjorasjvili
- Anastasios Bakasetas
- Vangelis Pavlidis
- Christos Tzolis
- Andri Guðjohnsen
- Marko Arnautović
- Christoph Baumgartner
- Michael Gregoritsch
- Philipp Lienhart
- Marcel Sabitzer
- Tomáš Chorý
- İrfan Can Kahveci
- Liam Cullen
- Brennan Johnson

1 doelpunt
- Jasir Asani
- Kristjan Asllani
- Nedim Bajrami
- Ardian Ismajli
- Trent Alexander-Arnold
- Jude Bellingham
- Jarrod Bowen
- Conor Gallagher
- Anthony Gordon
- Taylor Harwood-Bellis
- Curtis Jones
- Ollie Watkins
- Arttu Hoskonen
- Joel Pohjanpalo
- Chvitsja Kvaratschelia
- Giorgi Tsjakvetadze
- Petros Mantalos
- Robbie Brady
- Evan Ferguson
- Liam Scales
- Ísak Bergmann Jóhannesson
- Jón Dagur Þorsteinsson
- Victor Pálsson
- Logi Tómasson
- Driton Camaj
- Felix Horn Myhre
- Jens Petter Hauge
- Artem Dovbyk
- Roman Jaremtsjoek
- Joechym Konoplja
- Mychajlo Moedryk
- Heorhij Soedakov
- Vladyslav Vanat
- Oleksandr Zintsjenko
- Konrad Laimer
- Stefan Posch
- Romano Schmid
- Matthias Seidl
- Adam Gnezda Čerin
- Jan Mlakar
- Lukáš Červ
- Adam Hložek
- Lukáš Kalvach
- Tomáš Souček
- Hakan Çalhanoğlu
- Arda Güler
- Kenan Yıldız
- Kieffer Moore

1 eigen doelpunt
- Benjamin Källman (tegen Griekenland)
- Solomon Kvirkvelia (tegen Oekraïne)
- Odysseas Vlachodimos (tegen Engeland)
- Danny Ward (tegen IJsland)